# 波密脆蒴报春
波密脆蒴报春（学名：Primula bomiensis）为报春花科报春花属下的一个种。

## 扩展阅读
- 維基物種上的相關：波密脆蒴报春